# Minchinhampton

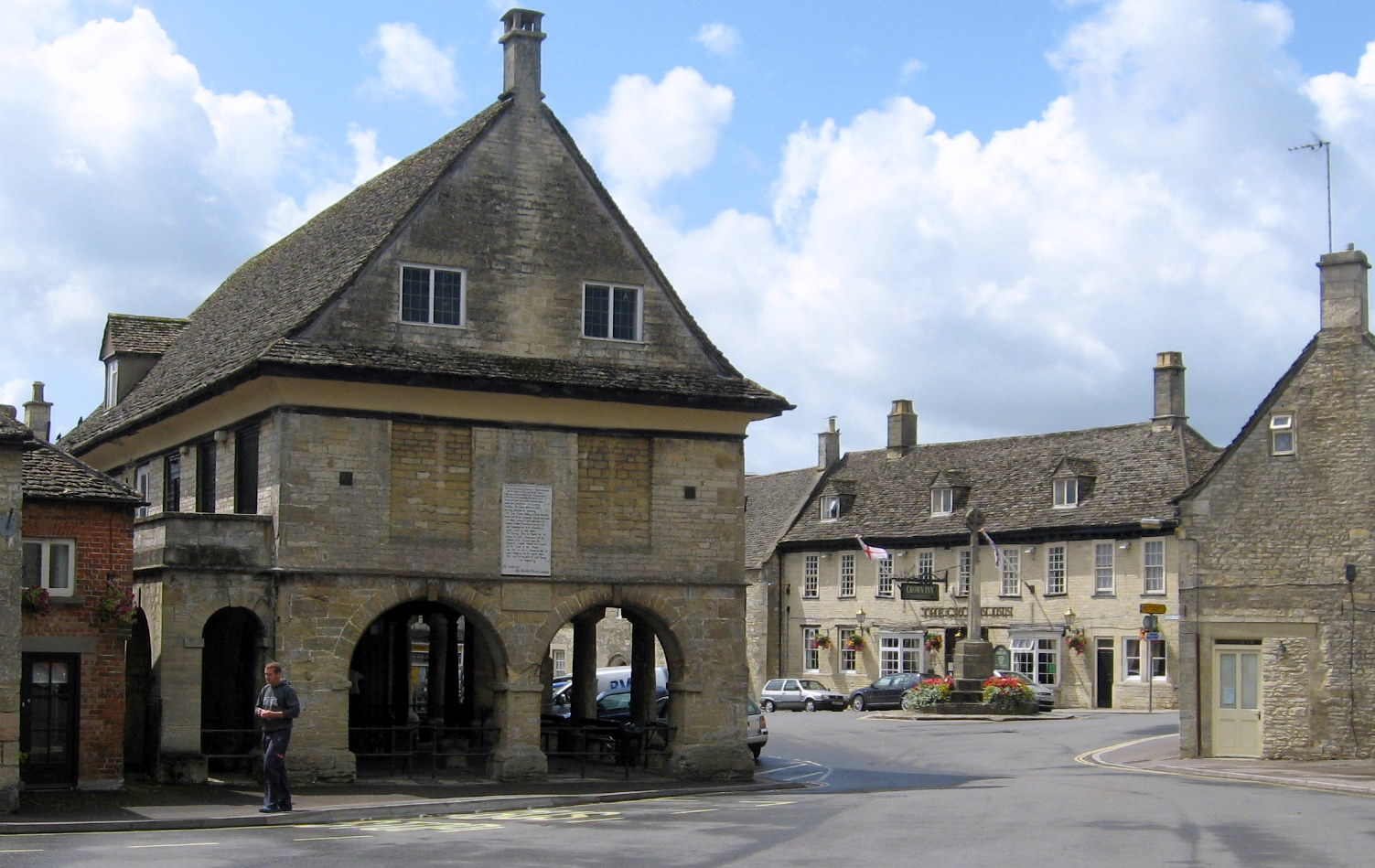
Praça do mercado de Minchinhampton

Minchinhampton é uma paróquia e antiga cidade-mercado de Stroud, no condado de Gloucestershire, na Inglaterra. De acordo com o Censo de 2011, tinha 5267 habitantes. Tem uma área de 19,09 km².